# هندسة الترددات الراديوية
هندسة الترددات الراديوية (بالإنجليزية: Radio-frequency engineering)‏ هي مجموعة فرعية من الهندسة الكهربائية التي تتعامل مع الأجهزة التي تم تصميمها لتعمل في طيف الترددات الراديوية. هذه الأجهزة تعمل ضمن مجموعة من حوالي 3 كيلو هرتز تصل إلى 300 غيغاهيرتز.
أدرجت الهندسة الترددات الراديوية في كل شيء تقريبا التي تنقل أو تستلم الموجات الراديو، والتي تشمل على سبيل المثال الهواتف المحمولة، وأجهزة الراديو، واي فاي، وأجهزة الراديو ذات الاتجاهين.